# Luis Arteaga García
Luis Arteaga García (Santiago, 1871-Santiago, diciembre de 1938) fue un funcionario público y político chileno, miembro del Partido Liberal (PL). Se desempeñó como ministro de Relaciones Exteriores y Comercio de su país, durante los últimos tres meses del segundo gobierno del presidente Arturo Alessandri entre septiembre y diciembre de 1938.

## Familia y estudios
Nació en Santiago de Chile en 1871, hijo de Luis Arteaga Morales y Elvira García Lastarria. Realizó sus estudios primarios y secundarios en el Instituto Nacional. Continuó los superiores en la Facultad de Derecho de la Universidad de Chile, sin titularse.
Se casó con la francesa Clara Gómez Cibils, con quien tuvo cuatro hijos: Raúl, Rosa Olga, Raquel y Herminia.

## Carrera pública
Inició su actividad en la administración pública el 1 de octubre de 1889, incorporándose como oficial auxiliar en el Ministerio de Hacienda, cargo que ocupó hasta 1891. Durante la guerra civil de ese último año, se sumó al Ejército del «bando congresista» que combatió contra el presidente de la República José Manuel Balmaceda; en dicho conflicto bélico, participó de las batallas de Concón y de Placilla, retirándose de la rama castrense con el grado de capitán.
Más adelante, en el marco del gobierno del presidente Jorge Montt, el 16 de agosto de 1894, fue integrado a la diplomacia como oficial de la Legación de Chile en Perú, sirviendo bajo las órdenes del ministro plenipotenciario Máximo Lira. Una década después, en 1906, fue nombrado por el presidente Germán Riesco como gobernador del Departamento de Arica, manteniéndose en el puesto bajo tres presidencias siguientes (las de Pedro Montt Montt, Ramón Barros Luco y Juan Luis Sanfuentes), hasta 1920.
A continuación, en 1925, fue designado por el presidente Arturo Alessandri como asesor —en calidad de ministro plenipotenciario— del Ministerio de Relaciones Exteriores, actuando como tal hasta el final de la presidencia de Carlos Ibáñez del Campo en julio de 1931; durante su instancia en el puesto, le correspondió servir como comisionado del gobierno ante el plebiscito por la Cuestión de Tacna y Arica de 1925, el cual finalmente no se realizó. En las prostimerías del segundo gobierno de Alessandri, el 15 de septiembre de 1938, fue nombrado por este como titular del Ministerio de Relaciones Exteriores y Comercio, función que desempeñó hasta el fin de la administración el 24 de diciembre de ese año.
Entre otras actividades, fue socio del Club de La Unión y de la Sociedad Chilena de Historia y Geografía. Falleció en su lugar natal, Santiago, días después de dejar el gobierno central.